# Louann Battiston
Pour les articles homonymes, voir Battiston.
Louann Battiston, née le 26 mai 2005, est une joueuse belge de basket-ball évoluant au poste de meneuse de jeu.

## Biographie
Louann commence à jouer au basket à l'âge de 4 ans. Elle débute avec les garçons à l'Olympic de Mont-sur-Marchienne en Belgique, puis poursuit au Spirou Charleroi. Parallèlement, elle joue également au tennis avant de se consacrer entièrement au basket-ball, attirée par son aspect collectif et sa dimension sociale. À 13 ans, elle rejoint Villeneuve d'Ascq avec qui elle devient championne de France Espoir.
En 2023, lors d'un camp de basket à Las Vegas,, Louann est repérée pour son talent exceptionnel et est élue MVP (Most Valuable Player). Cet événement marque un tournant décisif dans sa carrière, lui ouvrant les portes de plusieurs opportunités dont l'Université de Duke.
Elle a signé comme "freshman" (première année) à Blue Devils Duke coaché par Kara Lawson.

## Palmarès

### En club
- Championne de France U20 en 2023